# Герб Курлово
Герб городского поселения «Город Курлово» Гусь-Хрустального района Владимирской области Российской Федерации.
Герб утверждён Решением Совета народных депутатов города Курлово № 188 от 10 ноября 2009 года.
Герб внесён в Государственный геральдический регистр Российской Федерации под регистрационным номером 5850.

## Описание герба
«В скошенном лазоревом и золотом поле — летящий поверх и сообразно деления серебряный журавль, видимый со спины, с распростёртыми крыльями».
Герб города Курлово может воспроизводиться в двух равнозначных версиях:
 — без вольной части;
 — с вольной частью — четырёхугольником, примыкающим к верхнему правому углу щита с воспроизведёнными в нем фигурами Владимирской области.
Версия герба с вольной частью применяется после внесения герба Владимирской области в Государственный геральдический регистр Российской Федерации.
Герб города Курлово в соответствии с «Методическими рекомендациями по разработке и использованию официальных символов муниципальных образований», утверждёнными Геральдическим советом при Президенте Российской Федерации 28.06.2006 (гл. VIII, п. 45), может воспроизводиться со статусной короной установленного образца.

## Описание символики
История г. Курлово начинается с весны 1811 года — со дня закладки стекольного завода. Существует предание, связанное с названием города. В дремучие места Владимирской губернии прибыл в сопровождении иностранных инженеров, приглашённых на работу, новый хозяин Гусевской группы стекольных заводов Сергей Акимович Мальцов. Он выбирал место для постройки нового стекольного завода. Посмотрел вправо — гигантские сосны упираются вершинами в небо, посмотрел влево — необхватные ели и дубы поют свою мощную извечную песню, бросил взгляд вперёд — а там болото, по нему спокойно плавают гуси и утки, а около болота важно расхаживают журавли.
«Вот здесь и поставим завод, — сказал Мальцов, — песка, глины, леса — в изобилии, воды — вдоволь».
«И даже есть музыка, — улыбнулся на это бельгийский инженер, — Курлы — Курлы!»
«Вот это да! — как будто великой находке обрадовался Сергей Акимович. — Это ж название завода: Курлыво!»
Стеклянная фабрика была основана на месте современной деревни Курлово, а затем разросшийся стеклянный завод был перенесён на новое место.
Летящий «курлычущий» журавль — гласный символ города Курлово, его тотем, оберег, символ связи с прошлым, недаром журавль представлен на эмблемы фирмы «Символ». Символика журавля многозначна:
 — символ осторожности и бдительности;
 — символ возвышенности, благородства;
 — символ добродушия, справедливость, мудрости.
Золотое поле — аллегория песка, основного материала для изготовления стекла — символ градообразующего предприятия города ЗАТО «Символ», 200-летие которого не за горами.
Лазурь — символ возвышенных устремлений, искренности, преданности, возрождения.
Золото — символ высшей ценности, величия, великодушия, богатства, урожая.
Серебро — символ чистоты, ясности, открытости, божественной мудрости, примирения.

## История герба
В 2001 году был выпущен сувенирный значок с проектом герба Курлово: в верхней части щита герб Владимирской области, нижняя часть щита скошена слева лазурью и оранжевым, на линии скоса летящий серебряный журавль. Данный проект размещен на официальном сайте Администрации города Курлово.
На основе проекта герба 2001 года, при содействии Союза геральдистов России, в 2009 году был разработан и утверждён официальный герб города.
Авторская группа: идея герба — автор эмблемы ЗАО «Символ»; геральдическая доработка — Константин Моченов (Химки); художник и компьютерный дизайн — Оксана Афанасьева (Москва); обоснование символики — Вячеслав Мишин (Химки).